# Grunwald (gmina)
Grunwald – gmina wiejska w województwie warmińsko-mazurskim, w powiecie ostródzkim. W latach 1975–1998 gmina położona była w województwie olsztyńskim.
Siedziba gminy to Gierzwałd.
Według danych z 30 czerwca 2004 gminę zamieszkiwało 5698 osób. Natomiast według danych z 31 grudnia 2019 roku gminę zamieszkiwało 5638 osób.
Najludniejsze miejscowości gminy: Gierzwałd (której powstanie datuje się na XIV wiek) i Zybułtowo. Na terenie gminy znajduje się pole bitwy pod Grunwaldem z 1410.
Honorowe Obywatelstwo Gminy Grunwald nadano m.in. Ogólnopolskiemu Ruchowi Programowo-Metodycznemu Związku Harcerstwa Polskiego „Wspólnota Drużyn Grunwaldzkich” (2011) oraz jego twórczyni i wieloletniej przewodniczącej hm. Barbarze Bogdańskiej-Pawłowskiej (pierwsze nadanie w historii gminy).
Na terenie gminy funkcjonuje prywatne lądowisko Pałac Pacółtowo.

## Hydrografia
Przez obszar gminy przepływają: Drwęca, Marózka, Grabiczek i Dylewka. Na jej terenie znajdują się także jeziora: Jezioro Tymawskie, Jezioro Lubiańskie, Jezioro Mielno.

## Struktura powierzchni
Według danych z roku 2002 gmina Grunwald ma obszar 179,84 km², w tym:
- użytki rolne: 72%
- użytki leśne: 18%

Gmina stanowi 10,19% powierzchni powiatu.

## Demografia

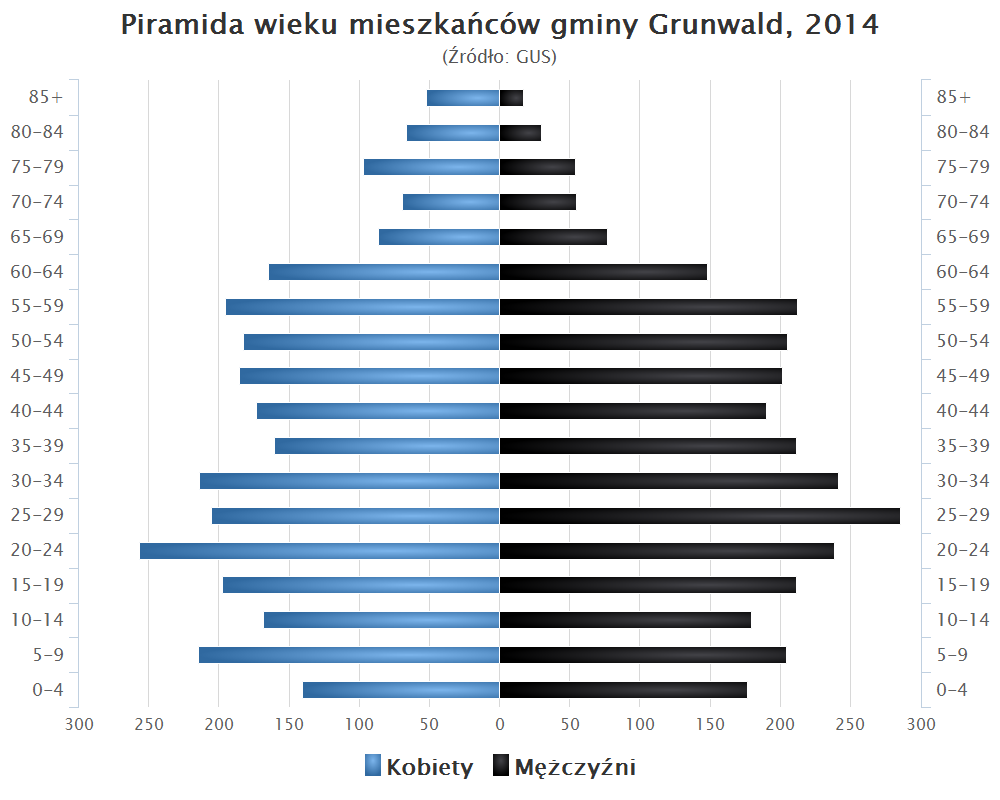
Piramida wieku mieszkańców gminy Grunwald w 2014 roku

Dane z 30 czerwca 2004:
| Opis                              | Ogółem | Ogółem | Kobiety | Kobiety | Mężczyźni | Mężczyźni |
| --------------------------------- | ------ | ------ | ------- | ------- | --------- | --------- |
| jednostka                         | osób   | %      | osób    | %       | osób      | %         |
| populacja                         | 5698   | 100    | 2806    | 49,2    | 2892      | 50,8      |
| gęstość zaludnienia (mieszk./km²) | 31,7   | 31,7   | 15,6    | 15,6    | 16,1      | 16,1      |

## Ochrona przyrody

### Rezerwaty przyrody
Północną część gminy zajmuje Rezerwat przyrody Rzeka Drwęca chroniący całą długość Drwęcy.

### Obszary NATURA 2000
Na terenie gminy zlokalizowane są częściowo obszary Natura 2000:
- część północno-zachodnia Dolina Drwęcy (PLH280001) SOO
- część południowo-wschodnia Ostoja Dylewskie Wzgórza (PLH280043) SOO.

### Obszary Chronionego Krajobrazu
Na terenie gminy znajdują się w poszczególnych rejonach:
- Obszar Chronionego Krajobrazu Dolina Górnej Drwęcy – część zachodnia i centralna
- Obszar Chronionego Krajobrazu Jeziora Mielno – część południowo-zachodnia
- Obszar Chronionego Krajobrazu Wgórz Dylewskich – część wschodnia.

### Pomniki przyrody
Na terenie gminy znajdują się 4 pomniki przyrody ożywionej i 4 nieożywionej.

## Zabytki i atrakcje
Zabytki na terenie gminy:

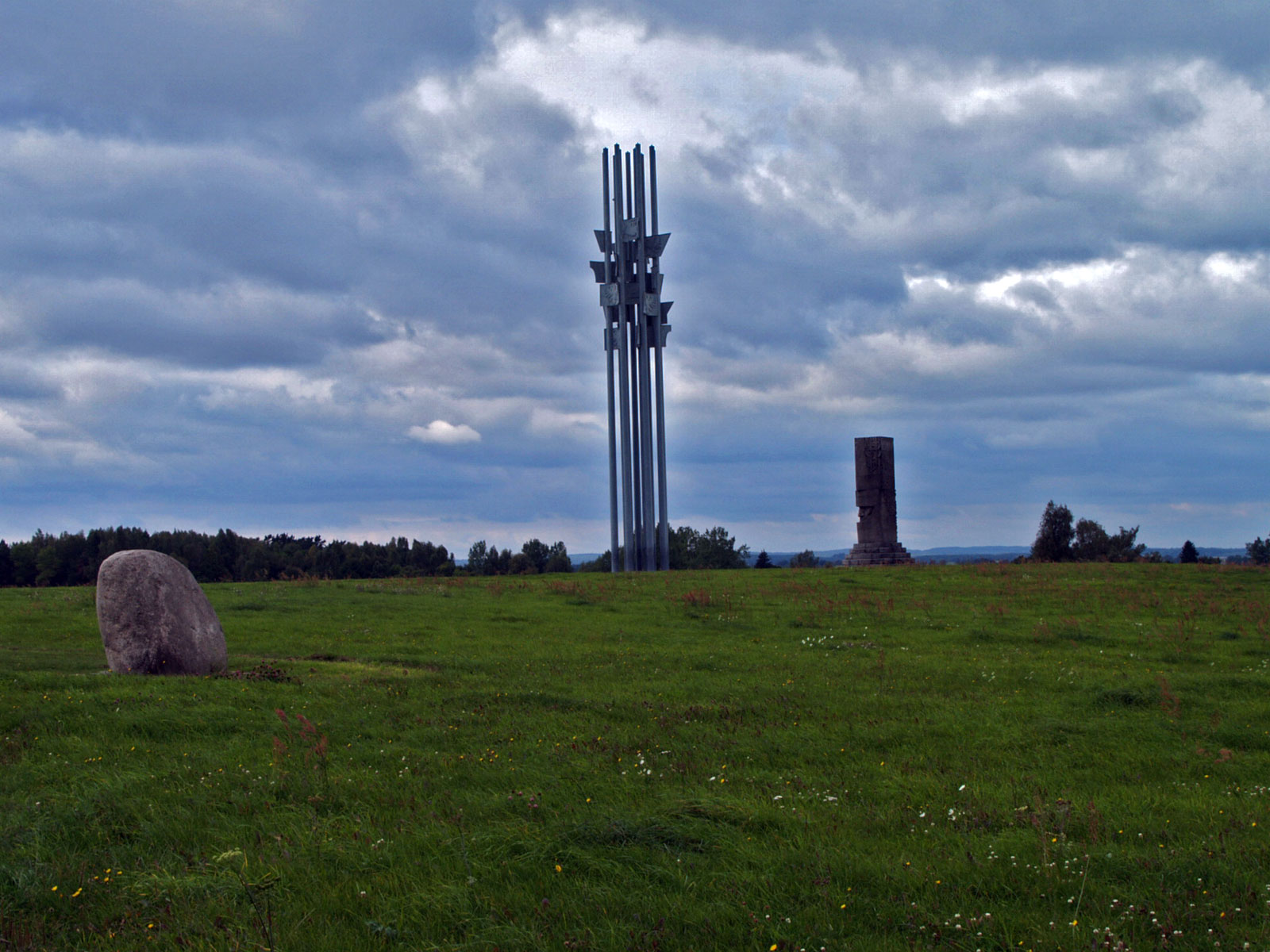
Pole bitwy pod Grunwaldem

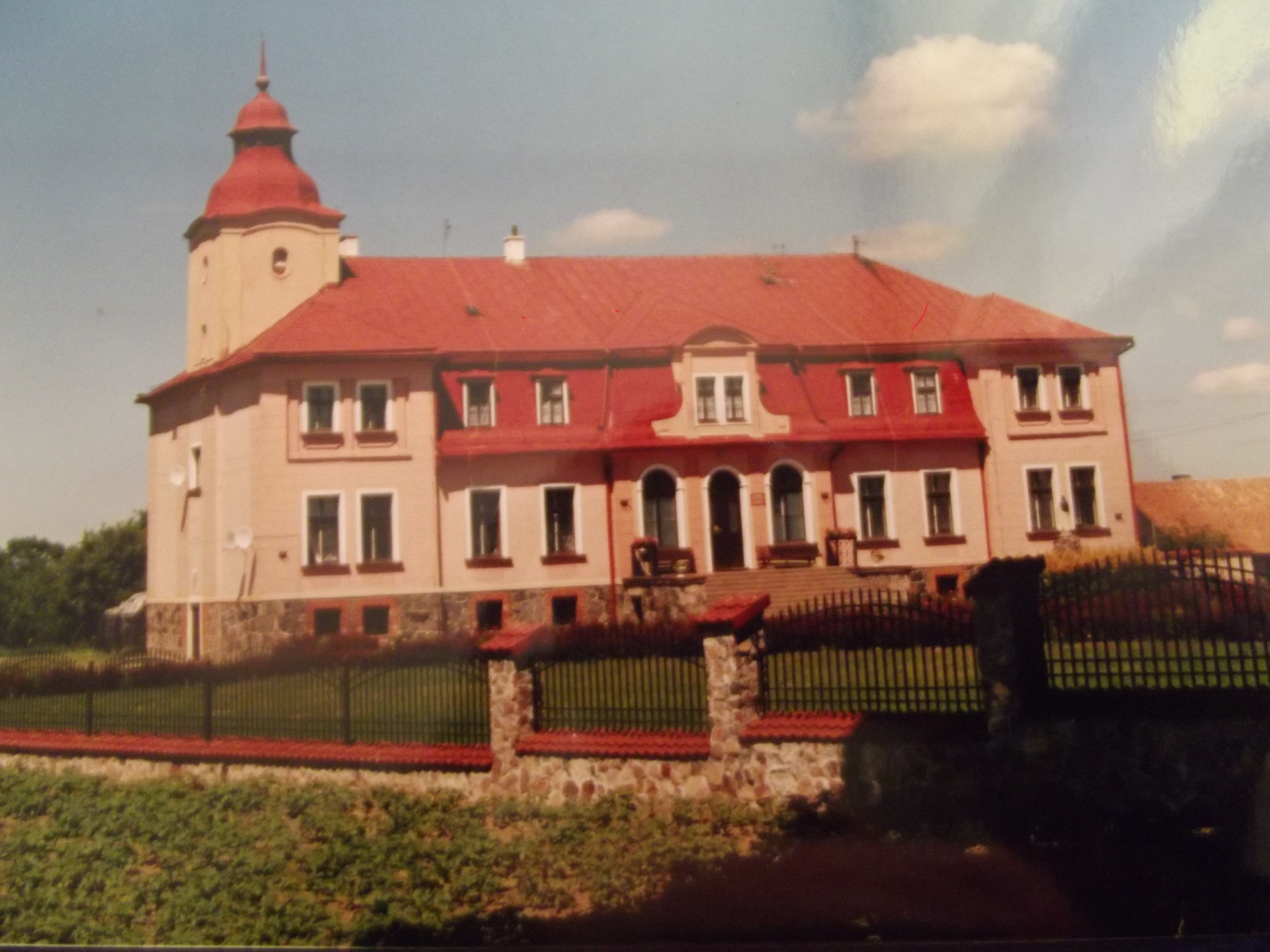
Klasztor w Rychnowie

- ruina kaplicy, pomnik na Polach Grunwaldzkich,
- kościół filialny pw. Najświętszej Maryi Panny z XIV wieku, cmentarz, ruiny pałacu i park z przełomu XVII/XVIII w Dylewie,
- kapliczka przydrożna z końca XIX w. we Frygnowie
- zespół kościoła metodystów (kościół i cmentarz z XVIII w.) w Gierzwałdzie,
- zespół dworsko-folwarczny obejmujący: dwór z połowy XIX w., stajnię, stolarnię, trzy obory, kurnik, gorzelnię, lodownię, dom i park w Grunwaldzie,
- kościół ewangelicki, obecnie rzymskokatolicki filialny pw. św. Piotra i Pawła z lat 1870–1900 w Kiersztanówku
- cmentarz ewangelicki i wojenny z I wojny światowej w Mielnie,
- pałac z XVIII w. i ruiny kościoła z XIV w. w Pacółtowie,
- zespół kościoła ewangelickiego obecnie rzymskokatolickiego parafii pw. Wniebowzięcia Najświętszej Maryi Panny z roku 1727, dzwonnica z 1707 roku, kostnica z początku XIX w. w Rychnowie,
- pałac klasztorny wraz z parkiem w Rychnowie,
- kościół ewangelicki, obecnie rzymskokatolicki parafii pw. Św. Trójcy z 1681 roku w Stębarku,
- zespół dworski, obejmujący: dwór i pak z końca XIX w. oraz cmentarz rodowy w Stębarku,
- pałac z połowy XIX w. w Tymawie,
- rządcówka z 1900 roku i spichrz folwarczny z XVIII w. w Zybułtowie,
- dwór z końca XIX w. w Gierzwałdzie.

## Sołectwa
Domkowo, Dylewo, Frygnowo, Gierzwałd, Glądy, Góry Lubiańskie, Grunwald, Kiersztanowo, Kiersztanówko, Kitnowo, Łodwigowo, Marcinkowo, Mielno, Pacółtowo, Rychnowo, Rychnowska Wola, Stębark, Szczepankowo, Zapieka, Zybułtowo.

## Pozostałe miejscowości
Dąbrowo, Dylewko, Grabiczki, Grunwald (osada), Jędrychowo, Kalwa, Korsztyn, Lipowa Góra, Lubian, Lubianek, Łącko, Omin, Pacółtówko, Rzepki, Tymawa, Ulnowo, Wróble.

## Sąsiednie gminy
Dąbrówno, Kozłowo, Olsztynek, Ostróda